# Loi de Hack
La loi de Hack est une relation empirique entre la longueur d'un cours d'eau et la superficie du bassin versant.
Si L est la longueur (en km) du cours d'eau principal dans un bassin, et A est la surface (en km2) de ce bassin, la loi de Hack peut s'écrire :
{\displaystyle L=CA^{h}\ }
C est une constante, souvent comprise entre 1,4 et 2,0 ;
h est un exposant légèrement inférieur à 0,6 dans la plupart des bassins. h varie légèrement d'une région à l'autre et diminue légèrement pour les grands bassins (> 20 700 km2). Une valeur théorique h = 4/7 ≈ 0,571 pour l'exposant a été proposée (Birnir, 2008).
Cette loi d'échelle a été nommé d'après un géologue du nom de John T Hack.